# Lwówecki Ośrodek Kultury
Lwówecki Ośrodek Kultury (skr. LOK) – samorządowa instytucja kultury w Lwówku Śląskim. Organizatorem LOK jest Gmina i Miasto Lwówek Śląski. LOK mieści się w średniej wielkości obiekcie dysponującym kilkoma pomieszczeniami przystosowanymi do prowadzenia podstawowej działalności statutowej w formie zajęć stałych. We Lwóweckim Domu Kultury prowadzona jest galeria wystawiennicza o nazwie „Klatka”, usytuowana na korytarzu i klatce schodowej budynku. W obiekcie LOK działa również świetlica środowiskowa oraz centrum muzyczne. Lwówecki Ośrodek Kultury nie posiada sali widowiskowej.

## Zakres działalności
Edukacja artystyczna dzieci, młodzieży i dorosłych poprzez organizację zajęć i kursów. Ponadto LOK zajmuje się organizowaniem następujących przedsięwzięć:
- Prowadzenie galerii wystawienniczej „Klatka”.
- Prowadzenie własnego teletekstu w lokalnej telewizji kablowej.
- Obsługa biura organizacyjnego „Lwóweckiego Lata Agatowego” i innych imprez plenerowych organizowanych przez Gminę i Miasto Lwówek Śląski.
- Popularyzacja profesjonalnych przedsięwzięć kulturalnych (muzyka, teatr, film).
- Wspomaganie działających w sferze kultury miejscowych szkół, instytucji i organizacji pozarządowych.

## Misja LOK
Edukacja poprzez sztukę to priorytet działalności LOK. Lwówecki Ośrodek Kultury prowadzi zajęcia artystyczne i edukacyjne w klubach i zespołach, gdzie oprócz pracy warsztatowej uczestnik otrzymuje dużą dawkę wiedzy i umiejętności w takich dziedzinach jak taniec (towarzyski, nowoczesny, breakdance, orientalny), muzyka (zespoły muzyczne, nauka gry na instrumentach), plastyka (malarstwo, rysunek, rzeźba), teatr, czy też fotografia cyfrowa. W zajęciach LOK uczestniczy od około 150 do 180 osób w różnym wieku, potwierdzających swoje umiejętności w przeglądach i konkursach. Lwówecki Ośrodek Kultury realizuje swoją misję w ścisłym porozumieniu z Samorządem Gminy i Miasta Lwówek Śląski oraz współpracując z pozostałymi jednostkami oświatowymi i kulturalnymi w mieście. LOK jest otwarty dla organizacji pozarządowych, stowarzyszeń i fundacji oraz dla osób indywidualnych.